# 桑末沙哈
桑末沙哈，马来西亚政治人物，国阵巫统党员，前霹雳州议会亚罗邦苏州议员。

## 政治生涯
2004年马来西亚大选，代表国阵巫统参加并赢得亚罗邦苏州议席。